# Gornja Ljubogošta
Gornja Ljubogošta (cyr. Горња Љубогошта) – wieś w Bośni i Hercegowinie, w Republice Serbskiej, w mieście Sarajewo Wschodnie, w gminie Pale. W 2013 roku liczyła 102 mieszkańców.